# (9149) 1977 TD1
(9149) 1977 TD1 là một tiểu hành tinh vành đai chính. Nó được phát hiện bởi Paul Wild ở Đài thiên văn Zimmerwald ở Đại học Bern ở Thụy Sĩ ngày 12 tháng 10 năm 1977.